# This Is the Life (single van Amy Macdonald)
This Is the Life is de tweede single van het album This Is the Life van Amy Macdonald. De single is erg succesvol in Nederland en kwam zowel in de Mega Top 50, de Single Top 100 als in de Nederlandse Top 40 op nummer 1 terecht. In de UK Singles Chart behaalde het nummer de 28e plaats. In Nederland was het de bestverkochte single van 2008. Het stond ook in de Mega Top 50 op nr.1 in de jaarlijst van 2008.

## Tracks
Cd-single
1. This Is the Life
2. This Much Is True

## Hitnotering
| "This Is the Life" in de Nederlandse Top 40 - binnen: 5 april 2008 | "This Is the Life" in de Nederlandse Top 40 - binnen: 5 april 2008 | "This Is the Life" in de Nederlandse Top 40 - binnen: 5 april 2008 | "This Is the Life" in de Nederlandse Top 40 - binnen: 5 april 2008 | "This Is the Life" in de Nederlandse Top 40 - binnen: 5 april 2008 | "This Is the Life" in de Nederlandse Top 40 - binnen: 5 april 2008 | "This Is the Life" in de Nederlandse Top 40 - binnen: 5 april 2008 | "This Is the Life" in de Nederlandse Top 40 - binnen: 5 april 2008 | "This Is the Life" in de Nederlandse Top 40 - binnen: 5 april 2008 | "This Is the Life" in de Nederlandse Top 40 - binnen: 5 april 2008 | "This Is the Life" in de Nederlandse Top 40 - binnen: 5 april 2008 | "This Is the Life" in de Nederlandse Top 40 - binnen: 5 april 2008 | "This Is the Life" in de Nederlandse Top 40 - binnen: 5 april 2008 | "This Is the Life" in de Nederlandse Top 40 - binnen: 5 april 2008 | "This Is the Life" in de Nederlandse Top 40 - binnen: 5 april 2008 | "This Is the Life" in de Nederlandse Top 40 - binnen: 5 april 2008 | "This Is the Life" in de Nederlandse Top 40 - binnen: 5 april 2008 | "This Is the Life" in de Nederlandse Top 40 - binnen: 5 april 2008 | "This Is the Life" in de Nederlandse Top 40 - binnen: 5 april 2008 | "This Is the Life" in de Nederlandse Top 40 - binnen: 5 april 2008 | "This Is the Life" in de Nederlandse Top 40 - binnen: 5 april 2008 | "This Is the Life" in de Nederlandse Top 40 - binnen: 5 april 2008 | "This Is the Life" in de Nederlandse Top 40 - binnen: 5 april 2008 | "This Is the Life" in de Nederlandse Top 40 - binnen: 5 april 2008 | "This Is the Life" in de Nederlandse Top 40 - binnen: 5 april 2008 | "This Is the Life" in de Nederlandse Top 40 - binnen: 5 april 2008 | "This Is the Life" in de Nederlandse Top 40 - binnen: 5 april 2008 | "This Is the Life" in de Nederlandse Top 40 - binnen: 5 april 2008 | "This Is the Life" in de Nederlandse Top 40 - binnen: 5 april 2008 |
| Week:                                                              | 1                                                                  | 2                                                                  | 3                                                                  | 4                                                                  | 5                                                                  | 6                                                                  | 7                                                                  | 8                                                                  | 9                                                                  | 10                                                                 | 11                                                                 | 12                                                                 | 13                                                                 | 14                                                                 | 15                                                                 | 16                                                                 | 17                                                                 | 18                                                                 | 19                                                                 | 20                                                                 | 21                                                                 | 22                                                                 | 23                                                                 | 24                                                                 | 25                                                                 | 26                                                                 | 27                                                                 |                                                                    |
| ------------------------------------------------------------------ | ------------------------------------------------------------------ | ------------------------------------------------------------------ | ------------------------------------------------------------------ | ------------------------------------------------------------------ | ------------------------------------------------------------------ | ------------------------------------------------------------------ | ------------------------------------------------------------------ | ------------------------------------------------------------------ | ------------------------------------------------------------------ | ------------------------------------------------------------------ | ------------------------------------------------------------------ | ------------------------------------------------------------------ | ------------------------------------------------------------------ | ------------------------------------------------------------------ | ------------------------------------------------------------------ | ------------------------------------------------------------------ | ------------------------------------------------------------------ | ------------------------------------------------------------------ | ------------------------------------------------------------------ | ------------------------------------------------------------------ | ------------------------------------------------------------------ | ------------------------------------------------------------------ | ------------------------------------------------------------------ | ------------------------------------------------------------------ | ------------------------------------------------------------------ | ------------------------------------------------------------------ | ------------------------------------------------------------------ | ------------------------------------------------------------------ |
| Positie:                                                           | 29                                                                 | 19                                                                 | 11                                                                 | 9                                                                  | 7                                                                  | 4                                                                  | 4                                                                  | 4                                                                  | 2                                                                  | 1                                                                  | 1                                                                  | 2                                                                  | 2                                                                  | 2                                                                  | 2                                                                  | 4                                                                  | 5                                                                  | 5                                                                  | 6                                                                  | 8                                                                  | 10                                                                 | 12                                                                 | 14                                                                 | 16                                                                 | 22                                                                 | 31                                                                 | 35                                                                 | uit                                                                |

| Positie: | 10 | 4  | 4  | 4  | 4  | 4  | 3  | 1  | 1  | 1  | 1   | 2 | 1 | 1 | 1 | 2 | 2 | 2 | 4 | 4 | 6 | 7 | 10 | 12 | 13 | 13 |
| Week:    | 27 | 28 | 29 | 30 | 31 | 32 | 33 | 34 | 35 | 36 |     |   |   |   |   |   |   |   |   |   |   |   |    |    |    |    |
| Positie: | 15 | 17 | 19 | 20 | 23 | 28 | 33 | 35 | 40 | 42 | uit |   |   |   |   |   |   |   |   |   |   |   |    |    |    |    |

| "This Is the Life" in de Nederlandse Single Top 100 - binnen: 5 april 2008 | "This Is the Life" in de Nederlandse Single Top 100 - binnen: 5 april 2008 | "This Is the Life" in de Nederlandse Single Top 100 - binnen: 5 april 2008 | "This Is the Life" in de Nederlandse Single Top 100 - binnen: 5 april 2008 | "This Is the Life" in de Nederlandse Single Top 100 - binnen: 5 april 2008 | "This Is the Life" in de Nederlandse Single Top 100 - binnen: 5 april 2008 | "This Is the Life" in de Nederlandse Single Top 100 - binnen: 5 april 2008 | "This Is the Life" in de Nederlandse Single Top 100 - binnen: 5 april 2008 | "This Is the Life" in de Nederlandse Single Top 100 - binnen: 5 april 2008 | "This Is the Life" in de Nederlandse Single Top 100 - binnen: 5 april 2008 | "This Is the Life" in de Nederlandse Single Top 100 - binnen: 5 april 2008 | "This Is the Life" in de Nederlandse Single Top 100 - binnen: 5 april 2008 | "This Is the Life" in de Nederlandse Single Top 100 - binnen: 5 april 2008 | "This Is the Life" in de Nederlandse Single Top 100 - binnen: 5 april 2008 | "This Is the Life" in de Nederlandse Single Top 100 - binnen: 5 april 2008 | "This Is the Life" in de Nederlandse Single Top 100 - binnen: 5 april 2008 | "This Is the Life" in de Nederlandse Single Top 100 - binnen: 5 april 2008 | "This Is the Life" in de Nederlandse Single Top 100 - binnen: 5 april 2008 | "This Is the Life" in de Nederlandse Single Top 100 - binnen: 5 april 2008 | "This Is the Life" in de Nederlandse Single Top 100 - binnen: 5 april 2008 | "This Is the Life" in de Nederlandse Single Top 100 - binnen: 5 april 2008 | "This Is the Life" in de Nederlandse Single Top 100 - binnen: 5 april 2008 | "This Is the Life" in de Nederlandse Single Top 100 - binnen: 5 april 2008 | "This Is the Life" in de Nederlandse Single Top 100 - binnen: 5 april 2008 | "This Is the Life" in de Nederlandse Single Top 100 - binnen: 5 april 2008 | "This Is the Life" in de Nederlandse Single Top 100 - binnen: 5 april 2008 | "This Is the Life" in de Nederlandse Single Top 100 - binnen: 5 april 2008 |
| Week:                                                                      | 1                                                                          | 2                                                                          | 3                                                                          | 4                                                                          | 5                                                                          | 6                                                                          | 7                                                                          | 8                                                                          | 9                                                                          | 10                                                                         | 11                                                                         | 12                                                                         | 13                                                                         | 14                                                                         | 15                                                                         | 16                                                                         | 17                                                                         | 18                                                                         | 19                                                                         | 20                                                                         | 21                                                                         | 22                                                                         | 23                                                                         | 24                                                                         | 25                                                                         | 26                                                                         |
| -------------------------------------------------------------------------- | -------------------------------------------------------------------------- | -------------------------------------------------------------------------- | -------------------------------------------------------------------------- | -------------------------------------------------------------------------- | -------------------------------------------------------------------------- | -------------------------------------------------------------------------- | -------------------------------------------------------------------------- | -------------------------------------------------------------------------- | -------------------------------------------------------------------------- | -------------------------------------------------------------------------- | -------------------------------------------------------------------------- | -------------------------------------------------------------------------- | -------------------------------------------------------------------------- | -------------------------------------------------------------------------- | -------------------------------------------------------------------------- | -------------------------------------------------------------------------- | -------------------------------------------------------------------------- | -------------------------------------------------------------------------- | -------------------------------------------------------------------------- | -------------------------------------------------------------------------- | -------------------------------------------------------------------------- | -------------------------------------------------------------------------- | -------------------------------------------------------------------------- | -------------------------------------------------------------------------- | -------------------------------------------------------------------------- | -------------------------------------------------------------------------- |
| Positie:                                                                   | 14                                                                         | 7                                                                          | 7                                                                          | 4                                                                          | 3                                                                          | 3                                                                          | 3                                                                          | 1                                                                          | 1                                                                          | 1                                                                          | 1                                                                          | 4                                                                          | 4                                                                          | 3                                                                          | 1                                                                          | 2                                                                          | 2                                                                          | 2                                                                          | 6                                                                          | 6                                                                          | 7                                                                          | 8                                                                          | 8                                                                          | 8                                                                          | 7                                                                          | 10                                                                         |
| Week:                                                                      | 27                                                                         | 28                                                                         | 29                                                                         | 30                                                                         | 31                                                                         | 32                                                                         | 33                                                                         | 34                                                                         | 35                                                                         | 36                                                                         | 37                                                                         | 38                                                                         | 39                                                                         | 40                                                                         | 41                                                                         | 42                                                                         | 43                                                                         | 44                                                                         | 45                                                                         | 46                                                                         | 47                                                                         | 48                                                                         | 49                                                                         | 50                                                                         | 51                                                                         |                                                                            |
| Positie:                                                                   | 14                                                                         | 16                                                                         | 18                                                                         | 13                                                                         | 13                                                                         | 23                                                                         | 26                                                                         | 32                                                                         | 41                                                                         | 29                                                                         | 24                                                                         | 32                                                                         | 33                                                                         | 31                                                                         | 31                                                                         | 39                                                                         | 42                                                                         | 66                                                                         | 49                                                                         | 60                                                                         | 68                                                                         | 59                                                                         | 70                                                                         | 61                                                                         | 91                                                                         | uit                                                                        |

| "This Is the Life" in de Vlaamse Ultratop 50 - binnen: 7 juni 2008 | "This Is the Life" in de Vlaamse Ultratop 50 - binnen: 7 juni 2008 | "This Is the Life" in de Vlaamse Ultratop 50 - binnen: 7 juni 2008 | "This Is the Life" in de Vlaamse Ultratop 50 - binnen: 7 juni 2008 | "This Is the Life" in de Vlaamse Ultratop 50 - binnen: 7 juni 2008 | "This Is the Life" in de Vlaamse Ultratop 50 - binnen: 7 juni 2008 | "This Is the Life" in de Vlaamse Ultratop 50 - binnen: 7 juni 2008 | "This Is the Life" in de Vlaamse Ultratop 50 - binnen: 7 juni 2008 | "This Is the Life" in de Vlaamse Ultratop 50 - binnen: 7 juni 2008 | "This Is the Life" in de Vlaamse Ultratop 50 - binnen: 7 juni 2008 | "This Is the Life" in de Vlaamse Ultratop 50 - binnen: 7 juni 2008 | "This Is the Life" in de Vlaamse Ultratop 50 - binnen: 7 juni 2008 | "This Is the Life" in de Vlaamse Ultratop 50 - binnen: 7 juni 2008 | "This Is the Life" in de Vlaamse Ultratop 50 - binnen: 7 juni 2008 | "This Is the Life" in de Vlaamse Ultratop 50 - binnen: 7 juni 2008 | "This Is the Life" in de Vlaamse Ultratop 50 - binnen: 7 juni 2008 | "This Is the Life" in de Vlaamse Ultratop 50 - binnen: 7 juni 2008 | "This Is the Life" in de Vlaamse Ultratop 50 - binnen: 7 juni 2008 | "This Is the Life" in de Vlaamse Ultratop 50 - binnen: 7 juni 2008 | "This Is the Life" in de Vlaamse Ultratop 50 - binnen: 7 juni 2008 |
| Week:                                                              | 1                                                                  | 2                                                                  | 3                                                                  | 4                                                                  | 5                                                                  | 6                                                                  | 7                                                                  | 8                                                                  | 9                                                                  | 10                                                                 | 11                                                                 | 12                                                                 | 13                                                                 | 14                                                                 | 15                                                                 | 16                                                                 | 17                                                                 | 18                                                                 | 19                                                                 |
| ------------------------------------------------------------------ | ------------------------------------------------------------------ | ------------------------------------------------------------------ | ------------------------------------------------------------------ | ------------------------------------------------------------------ | ------------------------------------------------------------------ | ------------------------------------------------------------------ | ------------------------------------------------------------------ | ------------------------------------------------------------------ | ------------------------------------------------------------------ | ------------------------------------------------------------------ | ------------------------------------------------------------------ | ------------------------------------------------------------------ | ------------------------------------------------------------------ | ------------------------------------------------------------------ | ------------------------------------------------------------------ | ------------------------------------------------------------------ | ------------------------------------------------------------------ | ------------------------------------------------------------------ | ------------------------------------------------------------------ |
| Positie:                                                           | 43                                                                 | 12                                                                 | 2                                                                  | 1                                                                  | 1                                                                  | 1                                                                  | 1                                                                  | 1                                                                  | 1                                                                  | 1                                                                  | 1                                                                  | 1                                                                  | 1                                                                  | 1                                                                  | 2                                                                  | 3                                                                  | 2                                                                  | 4                                                                  | 9                                                                  |
| Week:                                                              | 20                                                                 | 21                                                                 | 22                                                                 | 23                                                                 | 24                                                                 | 25                                                                 | 26                                                                 | 27                                                                 | 28                                                                 | 29                                                                 | 30                                                                 | 31                                                                 | 32                                                                 | 33                                                                 | 34                                                                 | 35                                                                 | 36                                                                 | 37                                                                 |                                                                    |
| Positie:                                                           | 9                                                                  | 7                                                                  | 12                                                                 | 15                                                                 | 16                                                                 | 21                                                                 | 21                                                                 | 25                                                                 | 22                                                                 | 9                                                                  | 8                                                                  | 17                                                                 | 10                                                                 | 8                                                                  | 22                                                                 | 31                                                                 | 37                                                                 | 38                                                                 | uit                                                                |

### NPO Radio 2 Top 2000
| Nummer met noteringen in de NPO Radio 2 Top 2000 | '09 | '10 | '11 | '12 | '13 | '14 | '15 | '16 | '17 | '18 | '19 | '20 | '21 | '22 | '23 | '24 |
| ------------------------------------------------ | --- | --- | --- | --- | --- | --- | --- | --- | --- | --- | --- | --- | --- | --- | --- | --- |
| This Is the Life                                 | 146 | 121 | 243 | 299 | 467 | 468 | 760 | 823 | 789 | 936 | 864 | 843 | 819 | 770 | 584 | 554 |

1. ↑  Een vetgedrukt getal geeft de hoogste notering aan.
2. ↑  2009 was het eerste jaar met een notering voor dit nummer.